# Koila (Jõelähtme)
Koila est un village situé dans la Commune de Jõelähtme du Comté de Harju en Estonie.
Au 31 décembre 2011, le village compte 14 habitants.